# Équipage

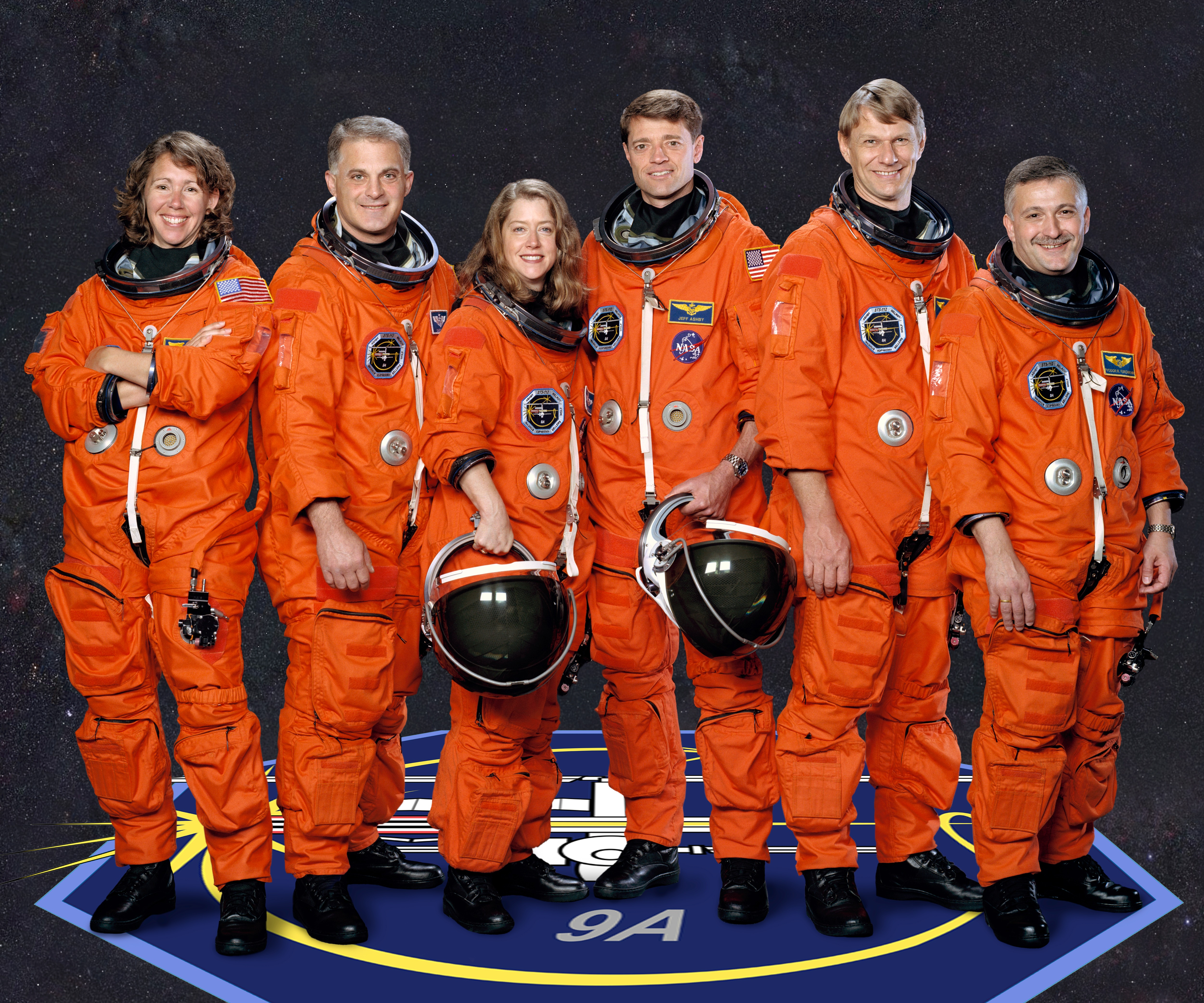
Équipage d'une navette spatiale américaine lors de la mission STS-112.

« Équipage » désigne à l'origine l'ensemble du personnel affecté à la bonne marche d'un navire, à l'exception de ses officiers. Par analogie, et dans le langage usuel, il désigne l'ensemble du personnel affecté à la bonne marche d'un véhicule, conducteur ou chef de bord compris : on parle ainsi d'équipage sur un avion, un véhicule militaire, un bateau, voire d'une installation fixe telle un silo à missile.
Sur un avion ou navire, l'équipage est sous les ordres d'un commandant. On parle en effet du commandant et son équipage.
Les passagers éventuels ne font pas partie de l'équipage.

## Aspects administratifs: plan d'armement, décision d'effectif et rôle d'équipage
Les autorités nationales (du pavillon) fixent pour chaque bâtiment de guerre la quantité et la qualité des membres d'équipage (liste nommée plan d'armement en France). Dans le cas de navires civils employant des professionnels, ces prévisions sont appelées décision d'effectif, et sont faites sur proposition de l'armateur.
Toujours dans le cas des navires civils employant des professionnels, le bateau doit disposer en France d'un « rôle d'équipage ». Il s'agit d'un titre de navigation obligatoire,.

## Équipage d'unnavire de guerre

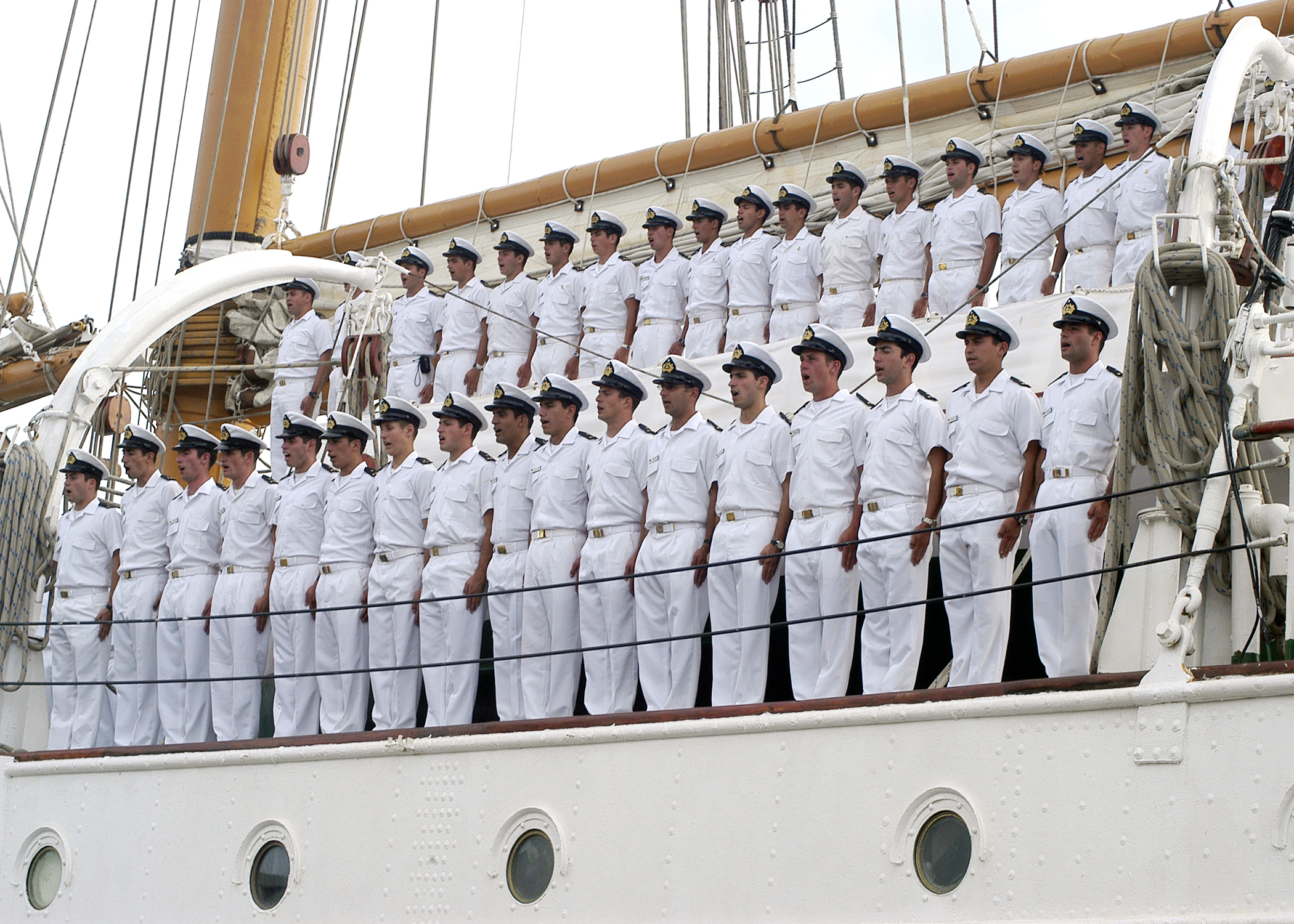

Il se compose de quatre catégories de personnel répartis par spécialités :
- des navigateurs, timoniers manœuvriers pour la conduite du navire : la manœuvre et la navigation ;
- des missiliers, détecteurs, transmetteurs, etc., pour servir les armes et les équipements radars, sonars, chips et les moyens de transmissions ;
- des électriciens et des mécaniciens pour les installations d'énergie et de propulsion, ainsi que des pompiers et infirmiers pour sécurité du bâtiment et du personnel ;
- des secrétaires et des fourriers pour l'administration et la comptabilité, des commis aux vivres, cuisiniers, etc., pour les métiers de bouche, ainsi que par exemple des buandiers, pour assurer les tâches de la vie courante.

Ainsi il existe dans la Marine nationale une quarantaine de spécialités qui s'apparentent à des métiers ou des branches professionnelles.
L'équipage est composé par les militaires de rang (quartiers-maîtres et matelots), les officiers mariniers constituent la maistrance et les officiers, l'état-major.

## Vers des bateaux sans équipage
En septembre 2016, l’Amsterdam Institute for Metropolitan Solutions (Institut AMS) annonce une expérience pendant cinq ans de véhicules robots flottants sur les canaux d’Amsterdam. En septembre 2017, Kongsberg Gruppen annonce la mise au point d'un cargo prototype capable de voguer sans équipage, qui sera testé en 2018 ; le fabricant prévoit que les premiers gros cargos autonomes navigueront d'ici à 2020. La société britannique Automated Ships et le groupe Bourbon mènent également un projet de navire offshore automatisé. Cette évolution pourrait renforcer la sécurité en mer : selon l'assureur Allianz, entre 75 % et 96 % des pertes en mer sont le fait d'erreurs humaines. L'Office of Naval Research travaille de son côté à « droniser » des navires de surveillance.